# جیمز بست
جیمز بست (انگلیسی: James Best؛ زادهٔ ۲۶ ژوئیهٔ ۱۹۲۶ - درگذشته ۶ آوریل ۲۰۱۵) یک هنرپیشه اهل ایالات متحده آمریکا بود.

## فیلم‌شناسی
- شب گرم تابستان
- اندی گریفیت شو
- آلفرد هیچکاک تقدیم می‌کند
- سه نفر روی نیمکت
- رعد نورد